# AEG DJ.I
Die AEG PE und DJ.I waren einsitzige Erdkampfflugzeuge, welche die Abteilung Flugzeugbau der Allgemeinen Elektricitäts-Gesellschaft für die Fliegertruppe des Deutschen Heeres baute. Im Ersten Weltkrieg galten sie als die ersten Typen, die zur Panzerabwehr aus der Luft konzipiert waren.

## Entwicklung AEG PE
Der AEG PE (Panzer Einsitzer) entstand 1918 als gepanzerter Dreideckerprototyp. Dessen Aluminiumpanzerung schützte Motor, Tank und Pilot vor Abwehrfeuer von Bodentruppen. Der PE zeigte sich als nicht wendig genug und wurde von der Idflieg (Inspektion der Fliegertruppen) Anfang 1918 abgelehnt.

## Entwicklung AEG DJ.I
Sein Nachfolger, der Doppeldecker AEG DJ.I war wendiger und schneller. Bei Kriegsende waren drei Prototypen des DJ in der Erprobung, zwei davon mit Benz Bz IIIb (195 PS) und einer mit Maybach Mb IVa (240 PS), zwei neuen und extrem leistungsfähigen Achtzylinder-V-Motoren.
Der Rumpf bestand aus Duraluminium, die Tragflächen waren leinwandbespannt, aber ohne Verspannung.
Neben der Bewaffnung mit zwei MG war der Einbau des  MG TuF (Tank und Flieger) vorgesehen, eines schweren 13-mm Tankabwehr-Maschinengewehrs mit leistungsgesteigerter K-Spezialpatrone.
Die Produktion war bereits geplant, doch das Kriegsende kam dem zuvor.

## Technische Daten
| Kenngröße             | AEG PE                                                                 | AEG DJ.I                                                               |
| --------------------- | ---------------------------------------------------------------------- | ---------------------------------------------------------------------- |
| Besatzung             | 1                                                                      | 1                                                                      |
| Spannweite            | 11,20 m                                                                | 10,00 m                                                                |
| Länge                 | 6,60 m                                                                 | 6,69 m                                                                 |
| Höhe                  |                                                                        | 3,00 m                                                                 |
| Flügelfläche          | 31,60 m²                                                               |                                                                        |
| Leermasse             | 1182 kg                                                                | 1182 kg                                                                |
| Startmasse            | 1412 kg                                                                | 1375 kg                                                                |
| Triebwerk             | ein wassergekühlter Achtzylinder-V-Motor Benz Bz IIIb, 195 PS (143 kW) | ein wassergekühlter Achtzylinder-V-Motor Benz Bz IIIb, 195 PS (143 kW) |
| Höchstgeschwindigkeit | 165 km/h                                                               | 180 km/h                                                               |
| max. Reichweite       | 480 km                                                                 |                                                                        |
| Bewaffnung            | zwei 7,92 mm-MG 08/15, Bomben                                          | zwei 7,92 mm-MG 08/15, Bomben                                          |